# Marcelino Gómez Brenes
Marcelino Gómez Brenes (Chihuahua, Chihuahua, 25 de julio de 1991) es un político y activista mexicano, miembro del partido del Movimiento Regeneración Nacional. Actualmente es Delegado Federal de programas sociales del Gobierno de México para los municipios de Chihuahua, Aldama y Aquiles Serdán en Chihuahua por designación del presidente Andrés Manuel López Obrador desde el 1 de diciembre de 2018.

## Biografía
Gómez Brenes nació en la ciudad de Chihuahua el 25 de agosto de 1991, y es Licenciado en Administración Gubernamental egresado de la Facultad de Contaduría y Administración con una maestría en Administración Pública por la Facultad de Ciencias Políticas y Sociales, ambas en la Universidad Autónoma de Chihuahua y es estudiante de la Licenciatura en Derecho por la misma institución.
De joven, Marcelino fue jugador de fútbol amateur, formando parte de los conjuntos de Dorados Inter Chihuahua y Fútbol Premier de la Tercera División de México, así como en las fuerzas básicas del Club de Fútbol Pachuca y el Club Deportivo Cruz Azul.

### Carrera política
Gómez Brenes es miembro fundador del partido del Movimiento Regeneración Nacional, siendo el primer Secretario de Comunicación Social del Comité Ejecutivo Estatal de ese partido en Chihuahua para el año 2014, durante la dirigencia de Víctor Quintana Silveyra.
El 1 de mayo de 2015, en un evento del Día del Trabajo, Marcelino de tan solo 23 años en ese entonces, logró infiltrarse entre contingentes magisteriales que gritaban vivas y porras al PRI en el templete donde estaba el gobernador César Duarte quien, acostumbrado a que su equipo de seguiridad sólo dejaba pasar a personas afines de su partido se inclinó para saludar al joven quedándose con el brazo extendido. El joven militante de MORENA exclamó: "La justicia llega, tarde, pero llega!, ¡(Usted) Tiene empeñado el futuro de los jóvenes! ¡Usted tiene endeudado al estado!". Posterior a este encuentro de apenas 20 segundos que quedó inmortalizado y viralizado en Twitter, el equipo de seguridad de Duarte sacó a empujones y de manera agresiva al joven de la vista de su jefe. Gómez acusaría a sus escoltas de agredirlo y golpearlo. En consecuencia a la protesta del 2015, el Gobierno del Estado buscaría vengarse ya que el 22 de julio de 2016, al asistir a una protesta contra Duarte Jáquez a las afueras del Palacio de Gobierno de Chihuahua, Gómez Brenes fue arrestado por sus labores de activismo y posteriormente liberado el 26 de junio siendo considerado posteriormente un héroe dentro del partido por su valentía, entrega y oposición al gobierno estatal .

En 2018, Marcelino fue designado candidato de la coalición Juntos Haremos Historia a diputado federal por el Distrito 6 con cabecera en la ciudad de Chihuahua para las elecciones de ese año, resultando en un segundo lugar frente al candidato de la coalición Por México al Frente, Miguel Riggs Baeza.
A principios de noviembre de 2018, se anunció que Marcelino sería Delegado Regional de programas federales a partir del 1 de diciembre, por designación del presidente Andrés Manuel López Obrador. En la actualidad es considerado uno de los principales referentes del partido dentro del estado de Chihuahua y se le considera una de las promesas de la izquierda mexicana en el norte del país y una de las cartas fuertes para los comicios de los próximos años tanto por su preparación, compromiso y  dedicación, así como por su lealtad al Movimiento y a la nación.